# Platyrhiza
Platyrhiza là một chi thực vật có hoa trong họ, Orchidaceae.